# 丰山镇 (华安县)
丰山镇是中华人民共和国福建省漳州市华安县下辖的一个镇。

## 行政区划
丰山镇下辖以下地区：
芹坂村、寨坂村、康山村、下尾村、银塘村、湖坪村、内角村、后壁沟村、红岩村、龙径村、浦西村、碧溪村、玉兰村和玉胜村。

## 姓氏由來
赵姓， 宋太祖赵匡胤第四子赵德芳，子孙世居汴京。传到八世孙赵伯述，随高宗南渡迁都临安。伯述子师浩。师浩生二子：希庠、希商奉朝命入闽居。希庠于理宗二年令其子与仿择北溪九龙里之银塘(今华安县丰山银塘)居焉。
宋姓， 开基祖宋叔丽，公元1386年由芗城区浦南镇水流社迁来龙溪县二十五都芹溪(今华安县丰山镇芹坂村)。
杨姓， 唐总章二年杨统随陈政入闽平乱。择居霞城（今漳州芝山东北隅）。十五世孙杨仕休之子令闻，于宋天圣元年（1023年）从四川任上回漳，肇基长泰陶塘洋。宋崇宁年间（1102-1106年），后裔居丰山镇碧溪村，尊仕休为开基祖。
杨姓， 杨细秀，唐初随陈政父子从河南固始入闽，为府兵校尉。先驻守金浦，后搬迁漳州城桥门亭，肇居银塘（今华安县丰山镇银塘）。
黄姓， 肇基始祖汉阳公，自龙溪角美镇石美东门，观音亭后，迁于华安县丰山镇玉兰村。华安玉兰村追远堂，始建于明正德年间（约1510年），为二进式歇山顶构筑。